# Dammtjärnen (Färnebo socken, Värmland, 662072-140366)
Dammtjärnen är en sjö i Filipstads kommun i Värmland och ingår i Göta älvs huvudavrinningsområde.